# Hypodiscus argenteus
Hypodiscus argenteus là một loài thực vật có hoa trong họ Restionaceae. Loài này được (Thunb.) Mast. mô tả khoa học đầu tiên năm 1869.